# Tonino Zangardi
Tonino Zangardi, all'anagrafe Antonio Zangardi (Roma, 23 aprile 1957 – Roma, 19 febbraio 2018), è stato un regista, sceneggiatore e produttore cinematografico italiano.

## Filmografia

### Cinema
- Allullo drom - L'anima zingara (1992)
- Un altro giorno ancora (1995)
- L'ultimo mundial (1999)
- Prendimi e portami via (2003)
- Ma l'amore... sì! (2006)
- Sandrine nella pioggia (2008)
- Friday - Cortometraggio (2015)
- L'esigenza di unirmi ogni volta con te (2015)
- My Father Jack (2016)
- Quando corre Nuvolari (2018)

### Televisione
- Ricominciare (2000-2001) - serie TV, 200 episodi
- Zodiaco - Il libro perduto (2012) - serie TV, 4 episodi

## Romanzi
- L'esigenza di unirmi ogni volta con te (2015)
- Io non sono innocente (2016)